# Cyclodictyon recognitum
Cyclodictyon recognitum är en bladmossart som beskrevs av Fernand Mathieu Hubert Demaret och Potier de la Varde 1951. Cyclodictyon recognitum ingår i släktet Cyclodictyon och familjen Hookeriaceae. Inga underarter finns listade i Catalogue of Life.